# Корбомитний маневр
«Корбомитний маневр» (англ.  The Corbomite Maneuver) — десятий епізод першого сезону американського науково-фантастичного серіалу «Зоряний шлях». Вперше був показаний на телеканалі NBC 10 листопада 1966 року.

## Сюжет
В зоряну дату 1512.2 зореліт Федерації «Ентерпрайз» під командуванням капітана Джеймса Т. Кірка зустрічає незрозумілий об'єкт. Його виявляє штурман-початківець, лейтенант Дейв Бейлі. Об'єкт являє собою обертовий куб з гранями червоного, жовтого і синього кольору. Перший офіцер Спок дає команду Сулу передати повідомлення капітану Кирку, який у цей час перебуває на медичному обстеженні у лікаря МакКоя. МакКой під час обстеження зауважує миготливий сигнал, але не говорить про це капітанові. Незабаром Кірк сам помічає повідомлення, на що лікар каже, що не збирається стрибати і панікувати з приводу кожного оповіщення.
На містку головний інженер Скотт вивчає об'єкт, але не може зрозуміти, яким чином той працює. Недосвідчений Бейлі пропонує атакувати його фазерами. Кірк командує включити задній хід, але об'єкт слідує за кораблем. Спок зауважує, що з наближенням куба зростає рівень радіації, досягаючи критичної величини, небезпечної для життя людини. За командою капітана «Ентерпрайз» знищує об'єкт пострілом з фазера. Незабаром Спок повідомляє, що до зорельота швидко наближається великий об'єкт. Зупинившись недалеко від «Ентерпрайза», він заповнює весь екран на містку останнього. По каналу зв'язку величезний корабель зв'язується з земним судном. У повідомленні мовець називає себе Балоком, його корабель «Фесаріус» (англ.  Fesarius) є флагманом «Першої Федерації», межі якої порушив «Ентерпрайз». Корабель землян також проявив агресію, знищивши прикордонний буй «Першої Федерації».
Споку вдається отримати зображення Балока, він виявляється гуманоїдом з синюватою шкірою і страхітливими рисами обличчя. Балок нехтує привітання Кірка і оголошує, що за незаконне вторгнення знищить «Ентерпрайз» рівно через 10 хвилин. У Бейлі здають нерви і він починає кричати і звинувачувати команду в бездіяльності. Лікар відводить його в каюту.
Спок порівнює ситуацію з грою в шахи. У шахах, каже він, при перевазі одного суперника над іншим гра зазвичай закінчується поразкою другого. Вулканець шкодує, що не може знайти логічного виходу з даної ситуації. Трохи подумавши, Кірк каже, що це швидше покер, в який Спок, до речі, не вміє грати. Капітан вирішує блефувати і передає на «Фесаріус» повідомлення, в якому попереджає, що в разі загибелі «Ентерпрайза» загине і корабель, що атакував його. За словами Кірка, у всіх кораблях федерації є речовина корбомит, покликана запобігати будь-яким атакам проти земних кораблів. У разі загибелі земного корабля відбувається вибух такої сили, що жодне судно не залишається функціональним. В напруженому очікуванні минають останні хвилини відведеного часу, але нічого не відбувається. Балок просить у Капітана дозволу перевірити наявність корбомиту на кораблі, на що той відповідає категоричною відмовою.
«Фесаріус» відлітає, але від нього відділяється невеликий корабель, який захопив «Ентерпрайз» тяговим променем і який буксирує його на одну з планет «Першої Федерації». Після недовгого зображення покірності, корабель землян вмикає двигуни і намагається вирватися з тягового променя буксирувальника. Температура двигунів швидко зростає і досягає критичної зони, коли судно виривається з силового променя. Мабуть, при цьому знеструмлюється корабель іншопланетян; Балок посилає сигнал SOS, але той дуже слабкий і його навряд чи почули союзні кораблі. Замість того, щоб тікати, «Ентерпрайз» вирішує допомогти тим, хто потрапив у біду.
Кірк, МакКой і Бейлі телепортуються на корабель іншопланетян. Спок залишається на земному судні, щоб взяти командування на себе, якщо це пастка. Скотті просить десантну групу нахилитися, бо просканувавши буксирувальника він зробив висновок, що там низька стеля. Після телепортації на чужий корабель вони виявляють, що страхітливий Балок, якого вони бачили на екрані — всього лише манекен, а реальний Балок схожий на людську дитину. Він з ентузіазмом вітає землян і пропонує їм випити з ним його улюблений напій — транья. Він пояснює, що всього лише випробовував команду «Ентерпрайза», щоб з'ясувати їх справжні наміри, бо, незважаючи на те, що він проник у бортовий комп'ютер, він все одно сумнівався, підозрюючи обман. Балок зізнається, що він один керує «Фесаріусом». Він виявляє велике бажання дізнатися більше про людей і їхню культуру. Лейтенант Бейлі добровільно стає емісаром Федерації.

## Створення
Цей епізод має код №3, він знімався третім за рахунком після двох пілотних епізодів: «Клітина» і «Куди не ступала нога людини», знятих у 1964 і 1965 роках відповідно. Епізод почали знімати в Голлівуді 24 травня 1966 року. Він став лише 10 за рахунком і був показаний у листопаді, оскільки творці вирішили спочатку показати глядачеві «планетарні» серії.

## Ремастеринг
У 2006 році до сорокаріччя серіалу було зроблено ремастеринг всіх епізодів. Крім поліпшення відео і аудіо, а також повністю комп'ютерної моделі «Ентерпрайза», було зроблено такі зміни:
- Жовто-синьо-червоний буй перемалювали і тепер він відкидає світло на обшивку зорельота.
- Фесаріус і корабель Балока були перемальовані на комп'ютері. Куполи Фесаріуса стали гранчастими.
- Новий дизайн хронометра і термометра. Оновлено карту зоряного неба у кімнаті нарад.

## Відгуки
Зак Хандлен з газети The A. V. Club поставив епізоду оцінку «A», сказавши, що цей епізод один з кращих в оригінальному серіалі, він динамічно розвивається і тематично пов'язаний. Він також звернув увагу на кінцівку, сповнену оптимізму.

## Пародії
- Кадр з Балоком-манекеном став частиною фінальних титрів багатьох епізодів «Зоряного шляху». Він також пародіюється в епізоді «Where No Fan Has Gone Before» («Куди не ступала нога фаната») мультсеріалу «Футурама».
- Епізод №409 «Sad Songs Are nature's Onions» американського скетч-комедійного серіалу Mr. Show with Bob and David пародіює цей епізод.
- 30 жовтня 2010 на мітингу Rally to Restore Sanity and/or Fear Джон Стюарт на прикладі пляшок з водою, в яку нібито підмішано «корбомит», показав як ЗМІ створюють та збільшують страх у суспільстві[10][11].